# Mychajlo Podoljak

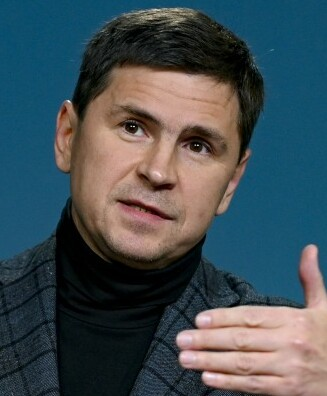
Mychajlo Podoljak

Mychajlo Mychajlowytsch Podoljak (ukrainisch Михайло Михайлович Подоляк; * 16. Februar 1972 in Lwiw, Ukrainische Sozialistische Sowjetrepublik, UdSSR) ist ein ukrainischer Journalist und politischer Beamter.

## Biographie
Podoljak verbrachte seine Kindheit in Lwiw und  Nowowolynsk im Westen der Ukraine. 1989 zog er nach Belarus und studierte dort an der Belarussischen Staatlichen Medizinischen Universität.
In den 1990er Jahren arbeitete Podoljak als Journalist für verschiedene oppositionelle Redaktionen wie „Wremja“ (Zeit), „Narodnaja Wolja“ (Volkswille) und „Belorusskaya Delovaya Gazeta“ (Belarussische Geschäftszeitung) etc.
Im Juni 2004 wurde Podoljaks Wohnung in Minsk von den Ermittlern des belarussischen Inlandsgeheimdienstes durchsucht. Er wurde beschuldigt, mit den Aufrufen in seinen Publikationen die nationale Sicherheit von Belarus zu gefährden. In der Folge wurde er in die Ukraine abgeschoben und mit einem Einreiseverbot nach Belarus belegt.
Seit April 2020 ist Podoljak Berater von Andrij Jermak, dem Leiter des Präsidialamts der Ukraine, und vertrat die Ukraine an den Verhandlungen mit Russland nach dem Überfall 2022.
Im Oktober 2022 kritisierte Podoljak die Co-Verleihung des Friedensnobelpreises an die in Russland verbotene NGO Memorial und den belarussischen Dissidenten Ales Bjaljazki als Ehrung von „Vertretern eines Staates, der einen anderen überfallen hat“, und die unfähig gewesen seien, „Widerstand gegen den Krieg zu organisieren“.